# Jankowo (powiat elbląski)
Jankowo – osada w Polsce położona w województwie warmińsko-mazurskim, w powiecie elbląskim, w gminie Rychliki.
W latach 1975–1998 miejscowość należała administracyjnie do województwa elbląskiego.

## Zabytki
Do wojewódzkiego rejestru zabytków wpisane są obiekty:
- zespół pałacowy, 
  - pałac z drugiej połowy XIX wieku, parterowy, eklektyczny, posiada trzy dwukondygnacyjne ryzality[5],
  - park